# Eduardo Camavinga
Eduardo Camavinga (n. 10 noiembrie 2002, Cabinda, Angola) este un fotbalist francez de origine angoleză aflat sub contract cu echipa spaniolă Real Madrid. Evolulează pe postul de mijlocaș. Camavinga își începe cariera la 16 ani în vara 2018 la Rennes B, urmând ca în 2019 să facă pasul la echipa mare. În sezonul 22/23 a fost nevoit să joace pe postul de fundaș stânga după acidentarea lui Mendy, titularul acestui post la Real Madrid. Cota de piață a lui Camavinga este de 100 de milioane de euro, acesta având în palmares 2 trofee Champions League, 2 trofee LaLiga, 2 SuperCupe ale Europei, 1 trofeu Nations League și un Mondial al Cluburilor. 

## Biografie
Camavinga s-a născut în Cabinda, Angola, în 2002, din părinți angola-congolezi, care au fugit din Brazzaville. Are cinci frați. Familia sa s-a mutat în Franța, când avea 2 ani, la Fougères, unde a crescut. A practicat judo o vreme, înainte de a renunța la el pentru a se concentra exclusiv pe fotbal. În 2013, locuința lui Camavinga a ars, distrugând majoritatea bunurilor familiei, Eduardo a susținut că aceasta a fost motivația care l-a împins să urmeze o carieră în fotbal.

## Carieră

### Stade Rennes
Camavinga face parte din echipa de tineret a lui Rennes de la vârsta de 11 ani. A semnat primul său contract profesional pe 14 decembrie 2018, la vârsta de 16 ani și o lună, devenind cel mai tânăr fotbalist profesionist din istorie. Și-a făcut debutul pentru Rennes într-o remiză de 3–3  cu Angers pe 6 aprilie 2019,  devenind cel mai tânăr jucător care a jucat vreodată pentru prima echipă a lui Rennes, la doar 16 ani și patru luni.

### Real Madrid
Pe 31 august 2021, Real Madrid a anunțat transferul lui Camavinga cu un contract până pe 30 iunie 2027 în schimbul la 31 de milioane de euro.

## Statistici
La meciul jucat pe 17 aprilie 2024.
| Club          | Sezon         | Campionat              | Campionat | Campionat | Cupă    | Cupă   | Cupa Ligii | Cupa Ligii | Europa  | Europa | Altele  | Altele | Total   | Total  |
| Club          | Sezon         | Divizie                | Meciuri   | Goluri    | Meciuri | Goluri | Meciuri    | Goluri     | Meciuri | Goluri | Meciuri | Goluri | Meciuri | Goluri |
| ------------- | ------------- | ---------------------- | --------- | --------- | ------- | ------ | ---------- | ---------- | ------- | ------ | ------- | ------ | ------- | ------ |
| Rennes B      | 2018–19       | Championnat National 3 | 13        | 4         | —       | —      | —          | —          | —       | —      | —       | —      | 13      | 4      |
| Rennes        | 2018–19       | Ligue 1                | 7         | 0         | 0       | 0      | 0          | 0          | 0       | 0      | —       | —      | 7       | 0      |
| Rennes        | 2019–20       | Ligue 1                | 25        | 1         | 5       | 0      | 1          | 0          | 4       | 0      | 1       | 0      | 36      | 1      |
| Rennes        | 2020–21       | Ligue 1                | 35        | 1         | 0       | 0      | —          | —          | 4       | 0      | —       | —      | 39      | 1      |
| Rennes        | 2021–22       | Ligue 1                | 4         | 0         | 0       | 0      | —          | —          | 2       | 0      | —       | —      | 6       | 0      |
| Rennes        | Total         | Total                  | 71        | 2         | 5       | 0      | 1          | 0          | 10      | 0      | 1       | 0      | 88      | 2      |
| Real Madrid   | 2021–22       | La Liga                | 26        | 2         | 3       | 0      | —          | —          | 10      | 0      | 1       | 0      | 40      | 2      |
| Real Madrid   | 2022–23       | La Liga                | 37        | 0         | 6       | 0      | —          | —          | 11      | 0      | 5       | 0      | 59      | 0      |
| Real Madrid   | 2023–24       | La Liga                | 24        | 0         | 2       | 0      | —          | —          | 8       | 0      | 2       | 0      | 36      | 0      |
| Real Madrid   | Total         | Total                  | 87        | 2         | 11      | 0      | —          | —          | 29      | 0      | 8       | 0      | 135     | 2      |
| Total carieră | Total carieră | Total carieră          | 171       | 8         | 16      | 0      | 1          | 0          | 39      | 0      | 9       | 0      | 236     | 8      |

1. ↑  Apariții în UEFA Europa League
2. ↑  Apariție în Trophée des Champions
3. 1 2 3 4  Apariții în UEFA Champions League
4. ↑  Apariții în UEFA Europa Conference League
5. 1 2  Apariții în Supercopa de España
6. ↑  Două apariții în Supercopa de España, o apariție în UEFA Super Cup, două apariții în FIFA Club World Cup